# Eishalle Schoren
Die Eishalle Schoren ist eine Eissporthalle in der Stadt Langenthal im Schweizer Kanton Bern. Angrenzend an das Hauptgebäude befindet sich auch die Curling-Halle. In der Eishalle gibt es ein Restaurant, öffentliche und für Spieler reservierte Garderoben und verschiedene Verpflegungsstände, welche allerdings nur während den Hockey-Spielen geöffnet haben. Zusätzlich zu den Liga-Spielen wird die Halle auch als Trainingsort sowie zum öffentlichen Eislauf mit Schlittschuhmiete genutzt.

## Geschichte
Die Kunsteisbahn Schoren wurde 1961 als offene Eisbahn erbaut und 1980 mit einem Dach ausgestattet. Sie ist die Heimat des Eishockeyclubs SC Langenthal aus der  MyHockey League und bietet 4'320 Zuschauerplätze, davon 820 Sitzplätze. Die Eishalle wird zudem zum Publikums-Eislauf genutzt. Von 2002 bis 2005 wurde die Halle umgebaut und dabei die Kapazität von 4'100 Plätzen auf die 4'320 erhöht.